# Café Procope
Pour les articles homonymes, voir Procope.
Le Café Procope, dit aussi Le Procope, est l'un des plus célèbres cafés-restaurants de Paris, fondé en 1686. Fermé en 1890, puis devenu un établissement de type bouillon Chartier, il rouvre en 1957 sous son nom historique et devient un restaurant, qui est toujours en activité.
Il se situe au 13, rue de l'Ancienne-Comédie, dans le quartier de la Monnaie du 6e arrondissement. Il est également accessible par un passage : la cour du Commerce-Saint-André.

## Historique
Après l'introduction d'une boisson tonique du nom de « café », à la cour de France, par Soliman Aga, ambassadeur et émissaire du sultan Mehmed IV, un Arménien du nom de Grégoire, originaire d'Ispahan, ouvre un café rue Mazarine (près de la rue Guénégaud et à côté du théâtre de la Comédie-Française). Lorsque le théâtre quitte cet emplacement pour aller rue des Fossés-Saint-Germain en 1689, Grégoire déménage son café.
Il vient alors s'installer en face, à l’emplacement d’un établissement de bains fréquenté par les joueurs de paume de l’Étoile, et fait prospérer ses affaires en attirant la nombreuse clientèle du monde du spectacle.

### Le ProcopeauXVIIIesiècle

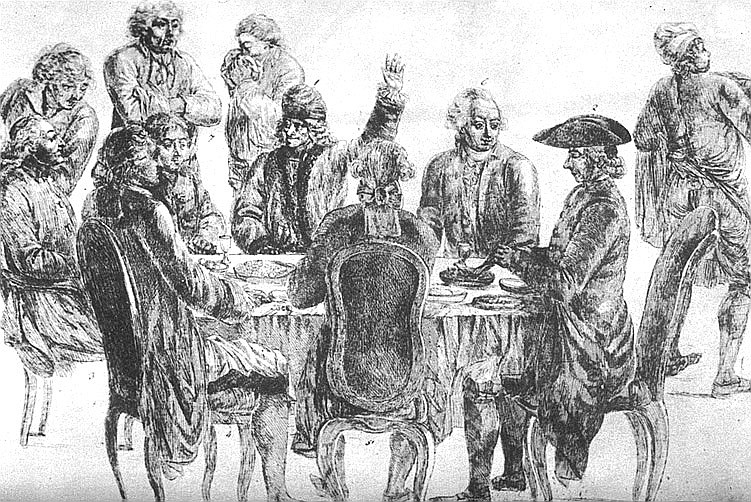
Le Café Procope, tel qu'il peut être imaginé au XVIIIe siècle (cette scène précise se passe à Ferney) :
au second plan, de gauche à droite : Condorcet, La Harpe, Voltaire et Diderot.

En 1670 arrive en France un Italien originaire de Sicile (de Aci Trezza ou de Palerme), Francesco Procopio dei Coltelli. Il découvre le café en travaillant comme garçon chez un cafetier arménien, du nom de Pascal, qui possédait un café rue de Tournon, à la foire Saint-Germain. Il se met à son compte deux ans plus tard et, en 1685 ou 1686, s'installe rue des Fossés-Saint-Germain, en face de la Comédie-Française, à côté de chez Grégoire, dans une boutique qu'il fait luxueusement décorer et ouvre en 1689.
Quelques années plus tard (en 1700), il obtient également une concession perpétuelle de la ville de Paris pour prendre à la fontaine Saint-Germain « quatre lignes d'eau conduites par un tuyau particulier dans son café, alors rue Neuve des Fossés-Saint-Germain, et ce moyennant un versement de 800 livres ». L'établissement, qu'il rachète à son ancien patron arménien parti ouvrir le premier café de Londres, porte désormais son nom, « Le Procope » (francisation du nom de son propriétaire italien), devient rapidement l'un des cafés littéraires les plus courus. Il concurrence même le café de la place du Palais-Royal, fondé cinq ans plus tôt (et qui deviendra le Café de la Régence). Après la mort de François Procope en 1716, son fils lui succède.

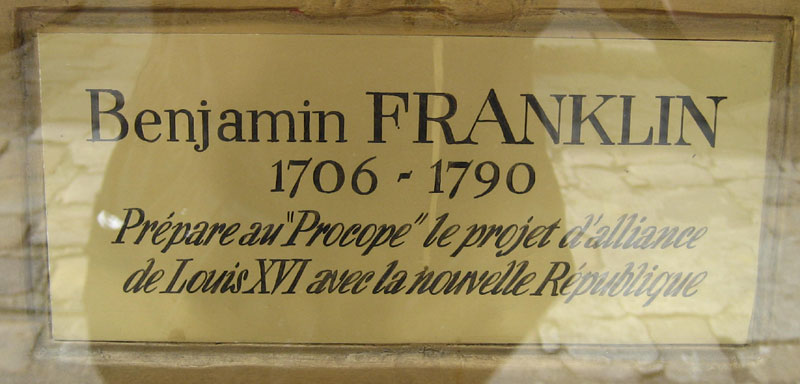
Plaque placée en légende d'un portrait de Benjamin Franklin au Café Procope.

Café d’artistes et d’intellectuels, il était fréquenté au XVIIIe siècle par Voltaire, Diderot et d’Alembert. Centre actif durant la Révolution française, il reste longtemps un lieu de rencontre d’écrivains et d’intellectuels (Musset, Verlaine, Anatole France), de personnalités politiques (Gambetta) et du Tout-Paris. Le café attire des auteurs comme Voltaire ou Rousseau, qui y ont leurs habitudes,,. La « légende » du café dit que l'idée de l'Encyclopédie y naquit d'une conversation entre d'Alembert et Diderot, qui y en écrivit certains des articles, que Benjamin Franklin y prépara « le projet d'alliance de Louis XVI avec la nouvelle République », selon une plaque commémorative (il s'agit du traité du 6 février 1778), et qu'il y aurait conçu des éléments de la future Constitution des États-Unis (il s'agit là probablement plus d'une légende que d'une vérité historique). À la mort de Franklin en 1790, un service funéraire fut improvisé au café devant son portrait.
Montesquieu fait allusion au Café Procope dans la 36e des Lettres persanes :

« Le café est très en usage à Paris : il y a un grand nombre de maisons publiques où on le distribue. Dans quelques-unes de ces maisons on dit des nouvelles, dans d'autres on joue aux échecs. Il y en a une où l'on apprête le café de telle manière qu'il donne de l'esprit à ceux qui en prennent : au moins, de tous ceux qui en sortent, il n'y a personne qui ne croie qu'il en a quatre fois plus que lorsqu'il y est entré. »

### Le Procopesous la Révolution française
Sous Louis XVI mourut le dernier des Procope. Le café prit le nom de son nouveau propriétaire, un nommé Zoppi — qui y établit une bibliothèque où chacun pouvait piocher — et la clientèle changea, les petits maîtres, seigneurs de cour, philosophes faisant place aux révolutionnaires. Le club des Cordeliers se réunit au Café Procope, avec Danton et Marat comme figures principales. Il en fait alors rapidement un foyer révolutionnaire. Robespierre, dont un portrait figure en vitrine, et les Jacobins y ont également leurs habitudes. Sur un des murs, on trouve une citation de Camille Desmoulins :

« Ce café n'est point orné comme les autres de glaces, de dorures et de bustes, mais il est paré du souvenir de Grands Hommes qui l'ont fréquenté et dont les ouvrages en couvriraient les murs s'ils y étaient rangés. »

Le bonnet phrygien (coiffure des affranchis dans l'Antiquité) y est exhibé pour la première fois, et le mot d'ordre en part pour l'attaque du 10 août 1792 sur le palais des Tuileries. La table que Voltaire utilisait sert d'autel votif lors du passage de ses cendres en 1794, puis pour les cercueils de Lepeletier et de Marat, en route pour le Panthéon.

### Le ProcopeauXIXesiècle
De 1821 à 1839, c'est Jean-Baptiste-Godefroy-Modeste Heu (1786-1848), ayant épousé en 1814 la fille de François-Georges Delaunay, créateur du Café Anglais en 1802, qui prend la succession du célèbre Zoppi à la tête du Procope. C'est Heu qui redonne au café de Zoppi son enseigne de Café Procope, qui redevient un café littéraire avec, pour clients, les romantiques Musset, George Sand, Théophile Gautier, Roger de Beauvoir, lequel écrit en 1835 Le Café Procope, les comédiens Frédérick Lemaître, Marie Dorval et Mademoiselle George, entre autres. « Au Procope, vous dégustez des glaces, vous grignotez brioches, petits fours, marrons glacés, nougats, angéliques, Heu est un limonadier de grand talent », disent les critiques.  Le 13 décembre 1883, c'est au Procope qu'a lieu la première assemblée du Stade français. En 1890, un local constitué d'une boutique et d'une vaste arrière-salle est mis à disposition par une « femme de bien » au 13, rue de l'Ancienne-Comédie.

« Très vite, les jeunes garçons sans ouvrage et sans ressources y affluent et se voient proposer de menus travaux (triage de graines, confection d'étiquettes…) dans ce qui devient la « Maison de travail » du Patronage. Ils reçoivent en échange de la nourriture, le logement et une gratification pour les plus méritants. Des dortoirs et un réfectoire pérennes ne seront cependant trouvés qu'en 1898 au 149 de la rue de Rennes. »

L'ancien Procope a fermé définitivement en 1890 : « Le Café Procope a disparu. Il avait beaucoup de gloire, mais point d'argent », selon Anatole France écrivant sous le pseudonyme Gérôme dans L'Univers illustré.

### Le Procopedepuis leXXesiècle
Pendant des dizaines d'années, l'ancien espace du Procope a servi à diverses affaires, dont un Bouillon Chartier. Rénové et agrandi en 1957, c'est devenu un restaurant moderne (sans aucun lien avec le café d'origine) ouvert sous le nom du café historique.
Le Procope a été choisi pour la cérémonie de remise des prix de l'Humour noir depuis 1954, et du prix Jean-Zay, depuis 2005.
Pour rendre hommage aux philosophes du siècle des Lumières, le groupe Frères Blanc, propriétaire du café depuis 1987, a lancé en 2011 le prix Procope des Lumières, destiné à récompenser l'auteur d'un essai politique, philosophique ou sociétal, écrit en langue française et paru en librairie pendant l’année en cours. L'ouvrage primé doit mettre en avant une réflexion nouvelle, voire polémique, sur notre temps, dans la tradition de l'esprit critique, des libertés et de l'humanisme du XVIIIe siècle. Le lauréat reçoit en dotation un chèque d'un montant de 2 000 €, une table au restaurant Le Procope, valorisée à 2 400 € sur 12 mois, ainsi qu'une bouteille de champagne millésimé d'une cuvée prestigieuse. Présidé par Jacques Attali, le jury est composé d'André Bercoff, Malek Chebel, François de Closets, Roger-Pol Droit, Caroline Fourest, Alexandre Lacroix, Aude Lancelin et Olivier Poivre d'Arvor.
Le premier prix Procope des Lumières récompense, en 2012, Ruwen Ogien et son essai L'Influence de l'odeur des croissants chauds sur la bonté humaine (Grasset). La deuxième édition a récompensé, le 16 janvier 2013, Clément Rosset pour son essai L’Invisible (Éditions de Minuit). En 2014, Gérald Bronner a reçu le prix Procope des Lumières pour son essai La Démocratie des crédules (PUF). Depuis 2015 lui succède le prix Bristol des Lumières.
En avril 2016, le groupe Bertrand, par l'acquisition du groupe Frères Blanc, devient le propriétaire du café.

## Architecture et décoration

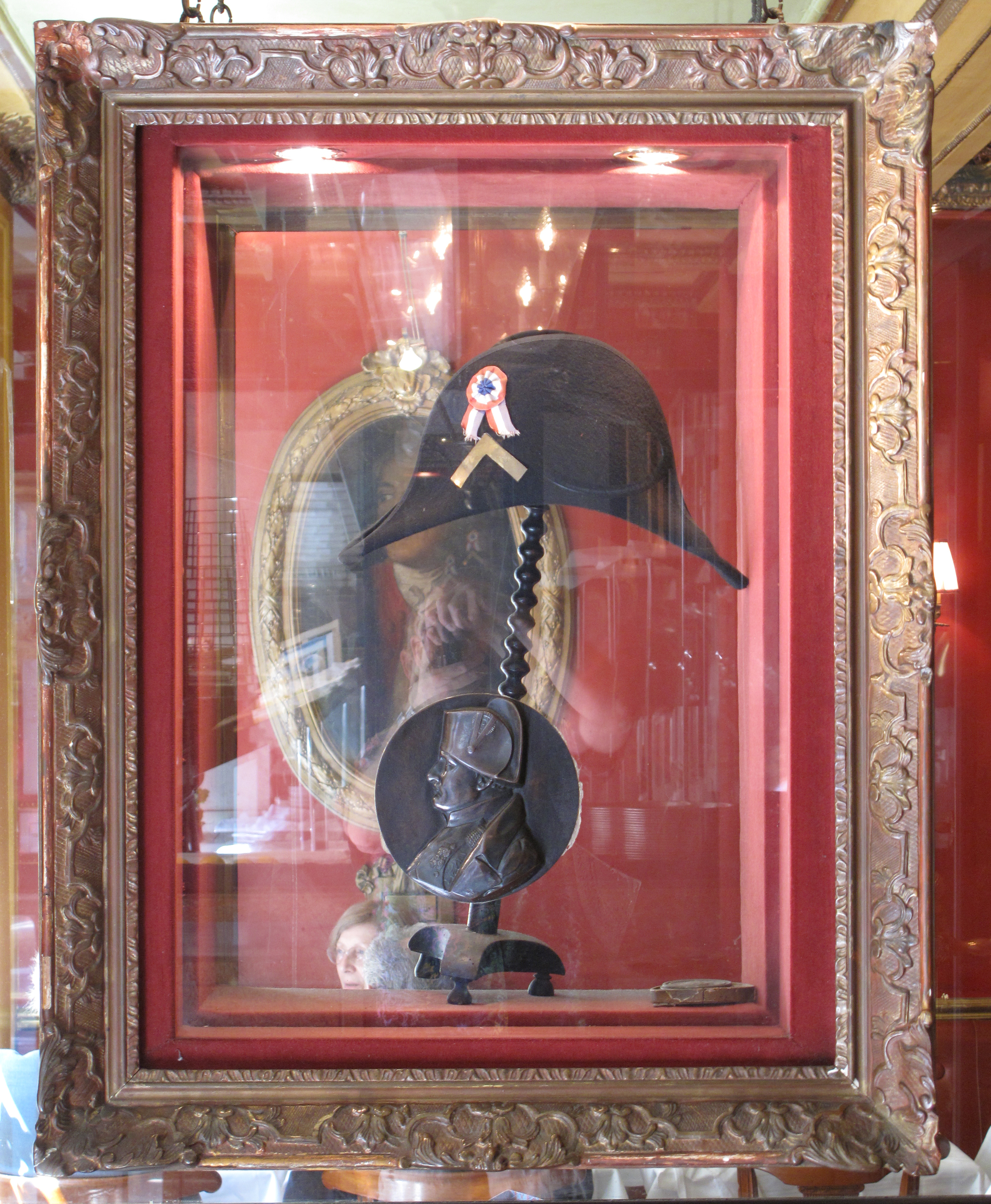
Bicorne de Bonaparte.

À l'intérieur (datant de 1957 ou après),[réf. nécessaire] la Déclaration des droits de l'homme et du citoyen de 1789 est reproduite sur les murs de l'une de salles.
Les portes des toilettes comportent les indications « Citoyens » et « Citoyennes », respectivement pour les hommes et les femmes. Les hommes pourront lire sur le mur de leurs commodités une citation attribuée à Voltaire : « Les femmes sont comme les girouettes ; quand elles sont rouillées, elles se fixent », d'après une réplique de Lisette dans Le Dépositaire ; Voltaire a utilisé cette image à plusieurs reprises, l'appliquant à lui-même : « Je suis assez semblable aux girouettes, qui ne se fixent que quand elles sont rouillées », écrit-il au comte d'Albaret dans une lettre du 10 avril 1760.
De nombreux documents évoquant la Révolution sont présents aux murs. Un chapeau, dit de Napoléon, se trouve notamment présenté dans l'entrée.
La façade, avec ses balcons en fer forgé, ainsi que la toiture correspondante, ont fait l'objet d'une inscription aux monuments historiques par un arrêté du 20 janvier 1962.
En 1988-1989, le Café Procope est dans le style du XVIIIe siècle : murs rouge pompéien, lustres en cristal, portraits ovales de personnages célèbres qui avaient été des mécènes, et un piano tintement[Quoi ?]. Les serveurs sont désormais vêtus d'uniformes d'aspect quasi révolutionnaires.

## Galerie

Façades
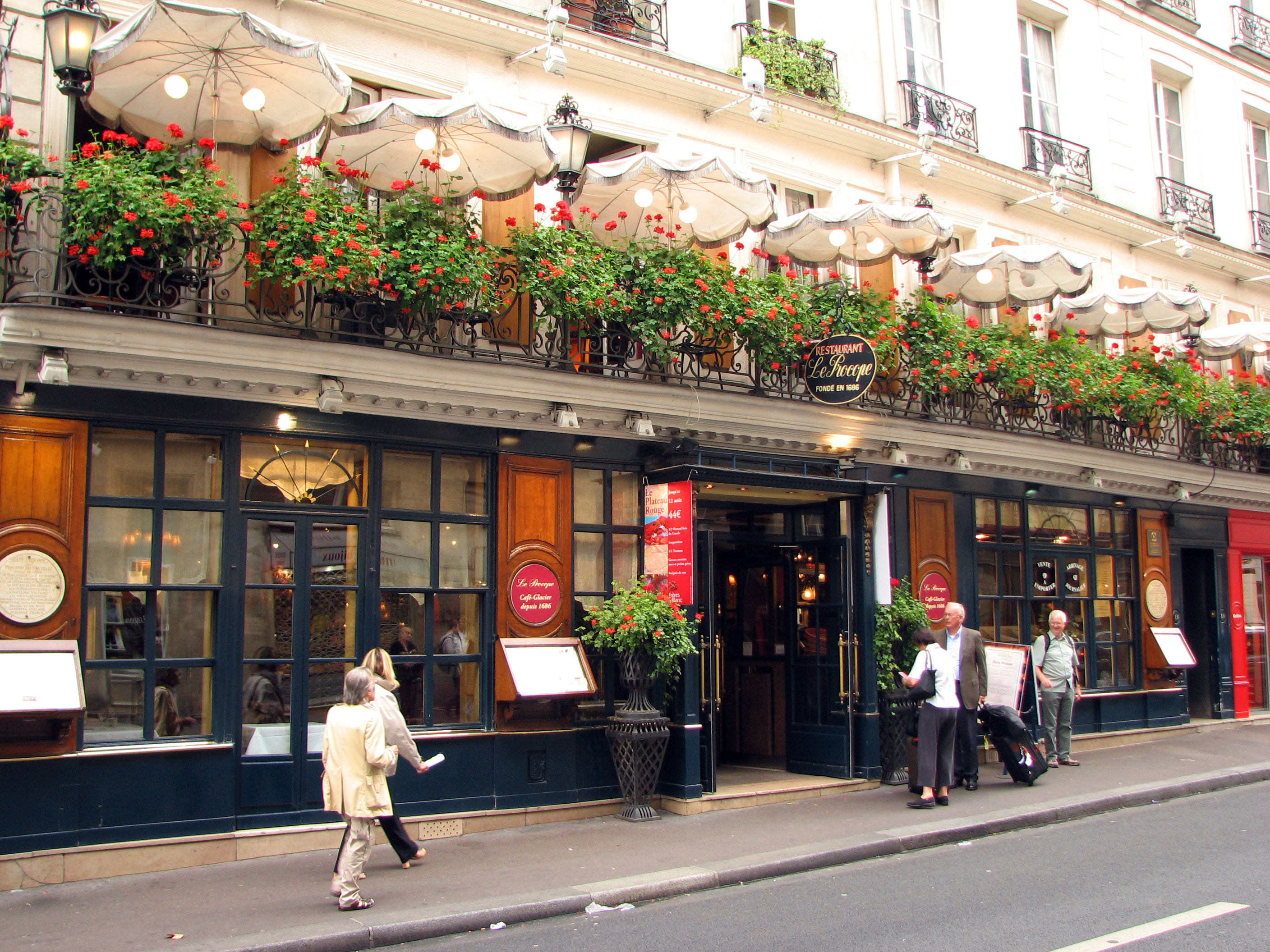
La façade principale du restaurant, donnant sur la rue de l'Ancienne-Comédie.
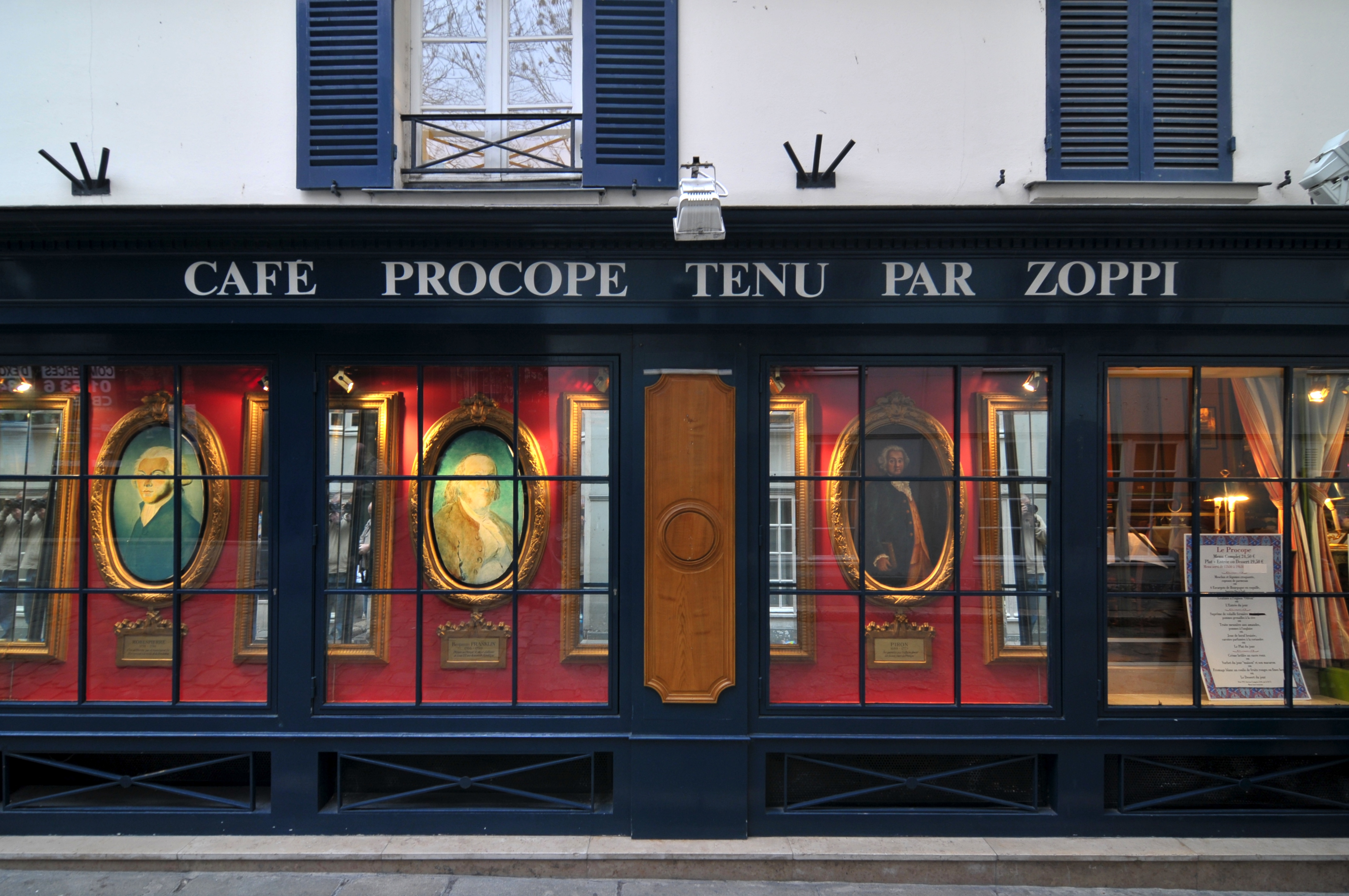
Une partie de la façade à l'arrière de l'établissement, sur la cour du Commerce-Saint-André.
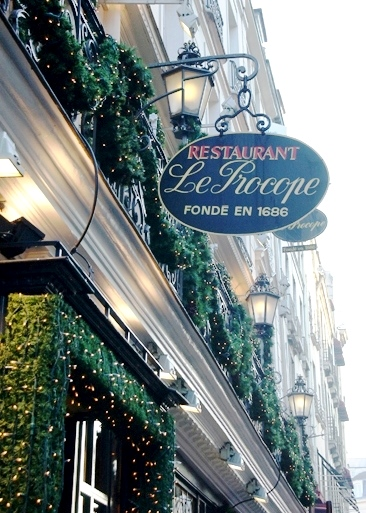
Une des enseignes.

Plaques sur les façades
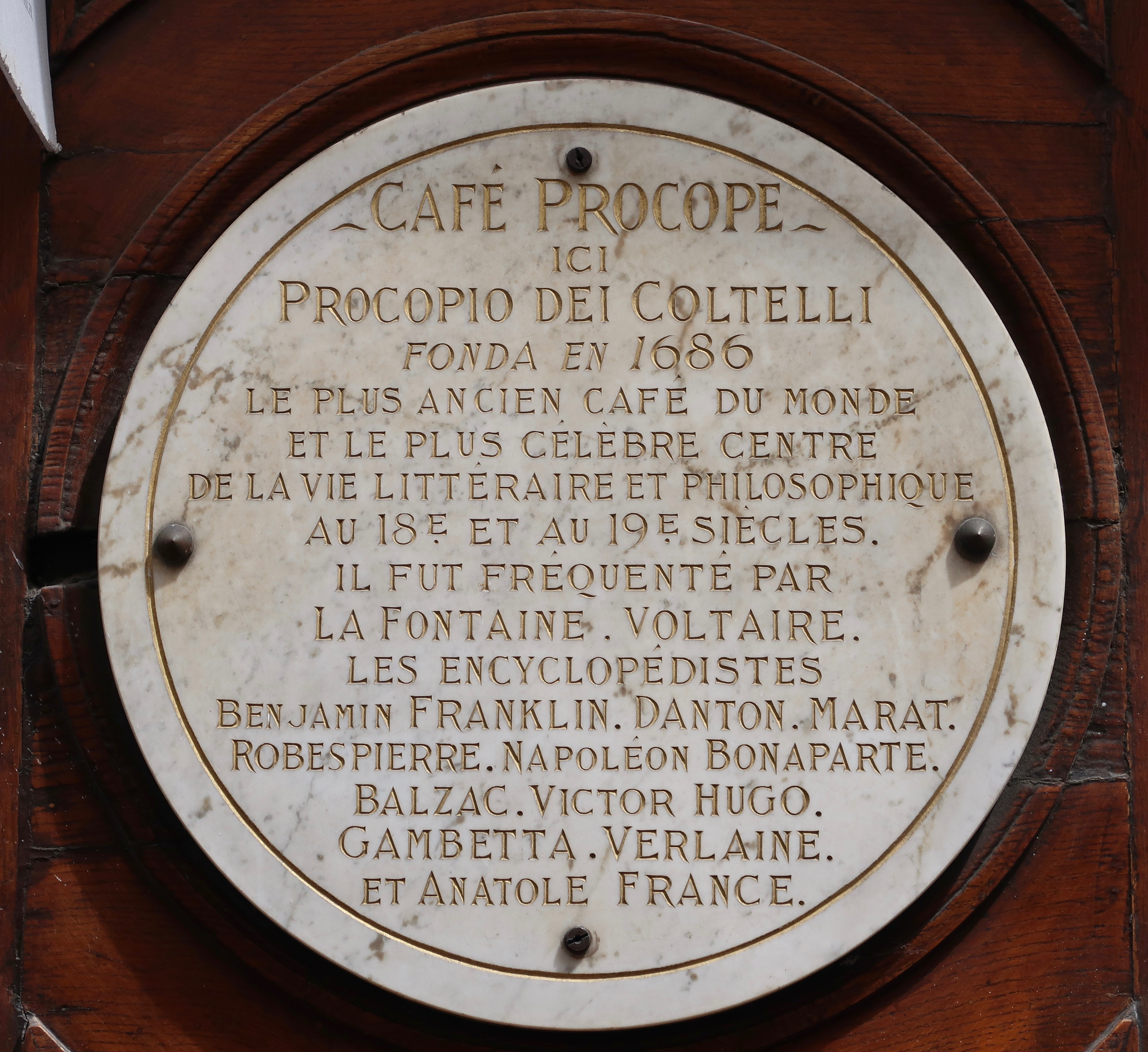
Plaque côté rue.
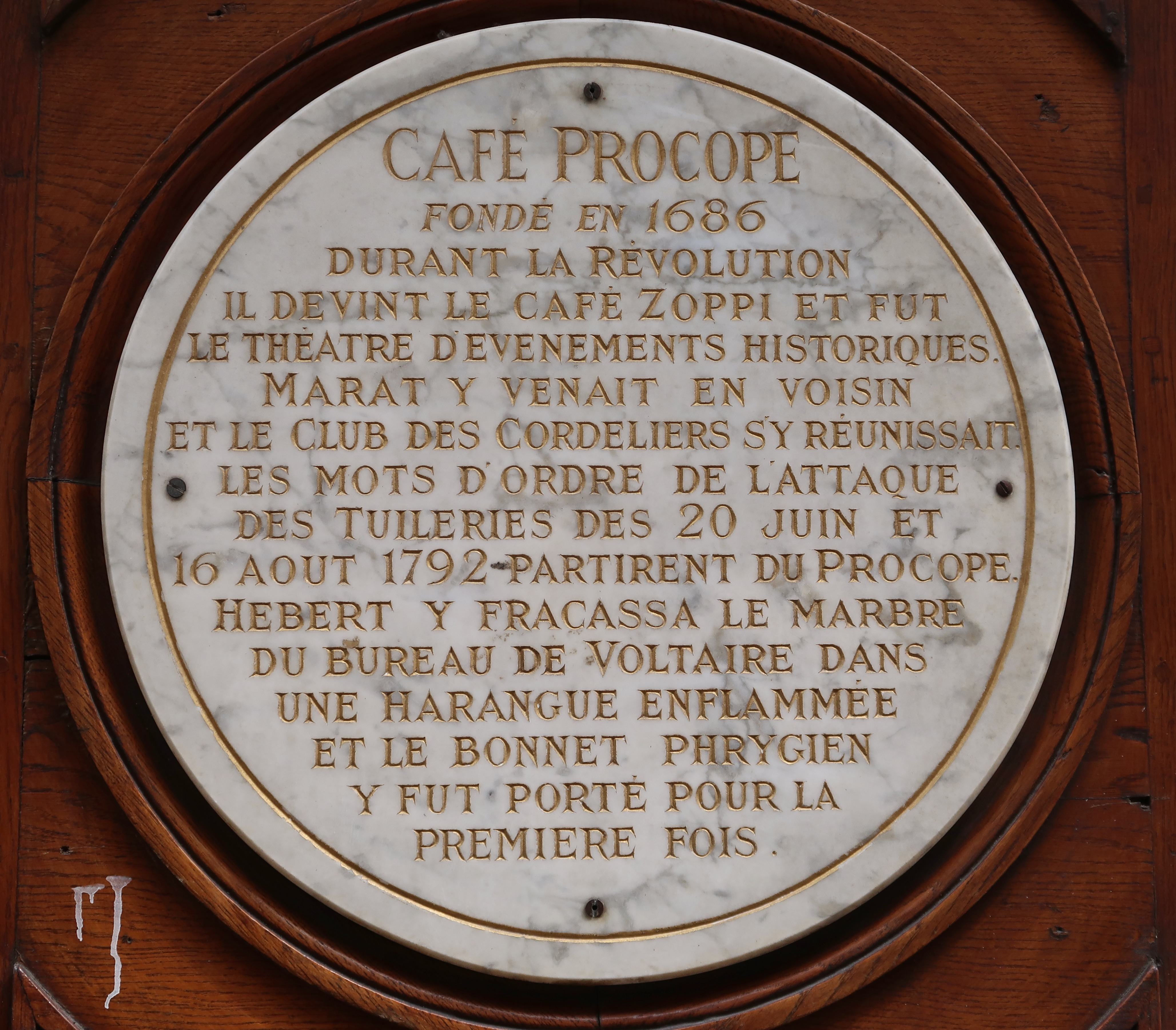
Plaque côté rue.
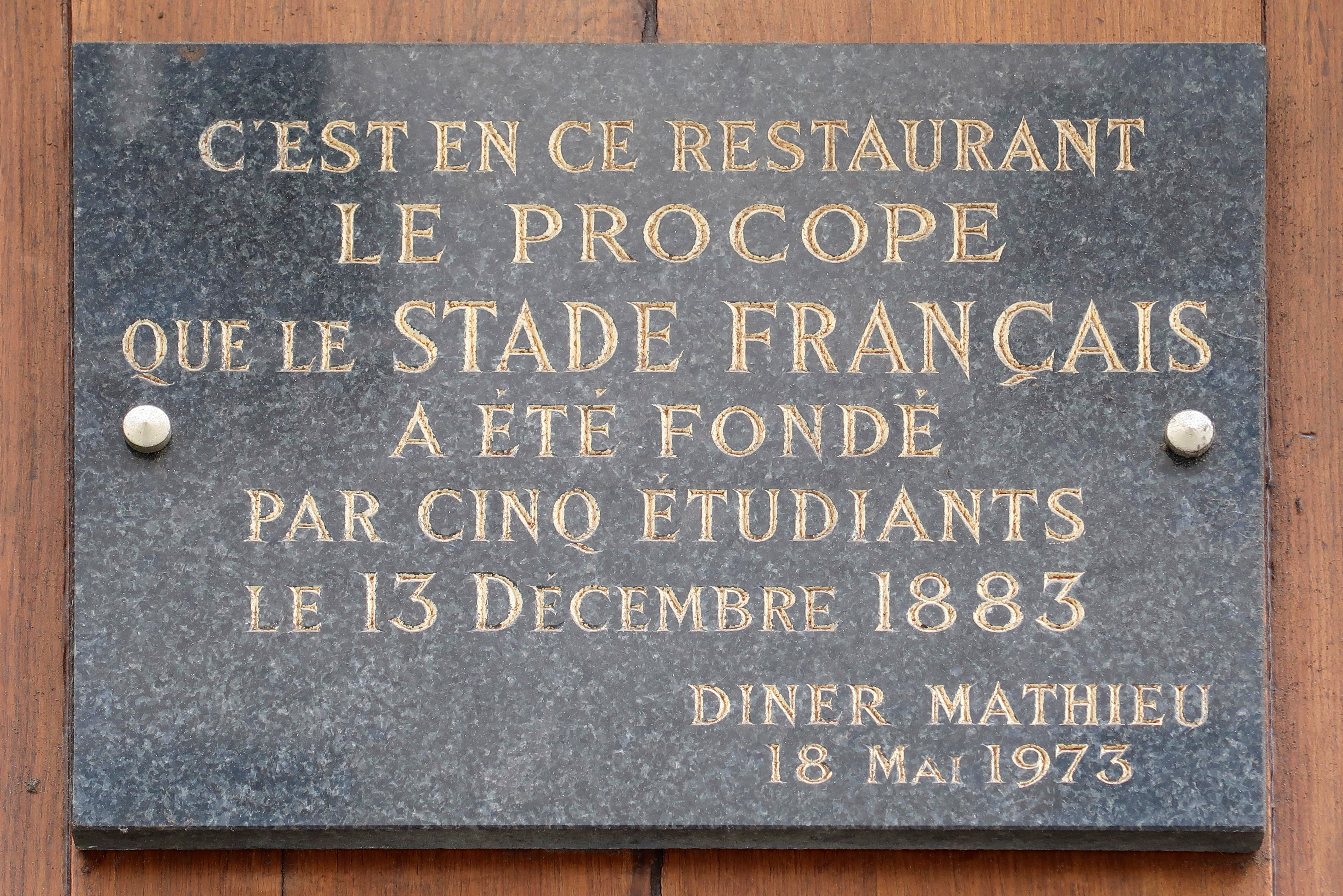
Plaque côté rue rappelant que c'est ici que fut créé le Stade français.
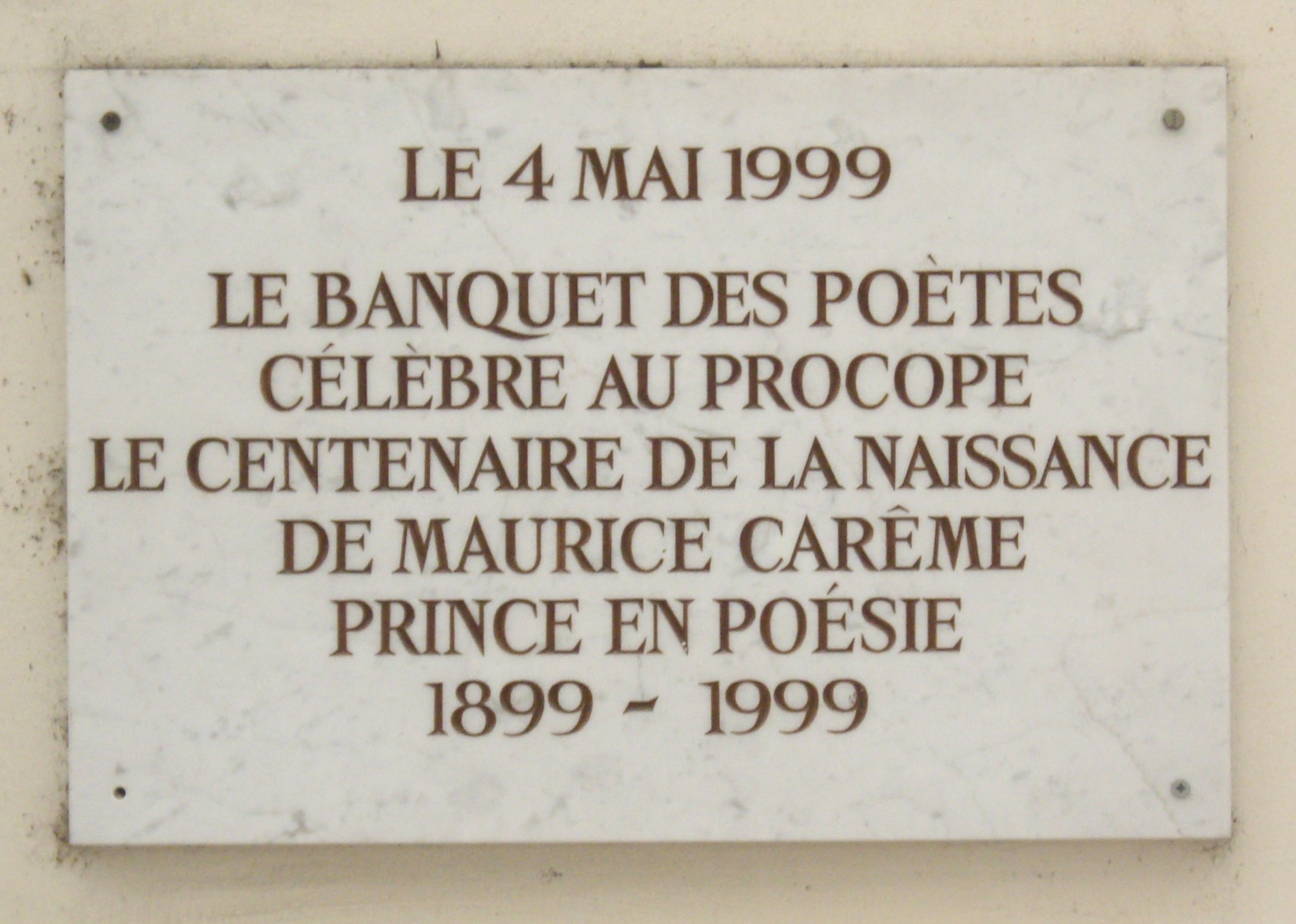
Plaque côté cour en hommage à Maurice Carême.

Intérieur
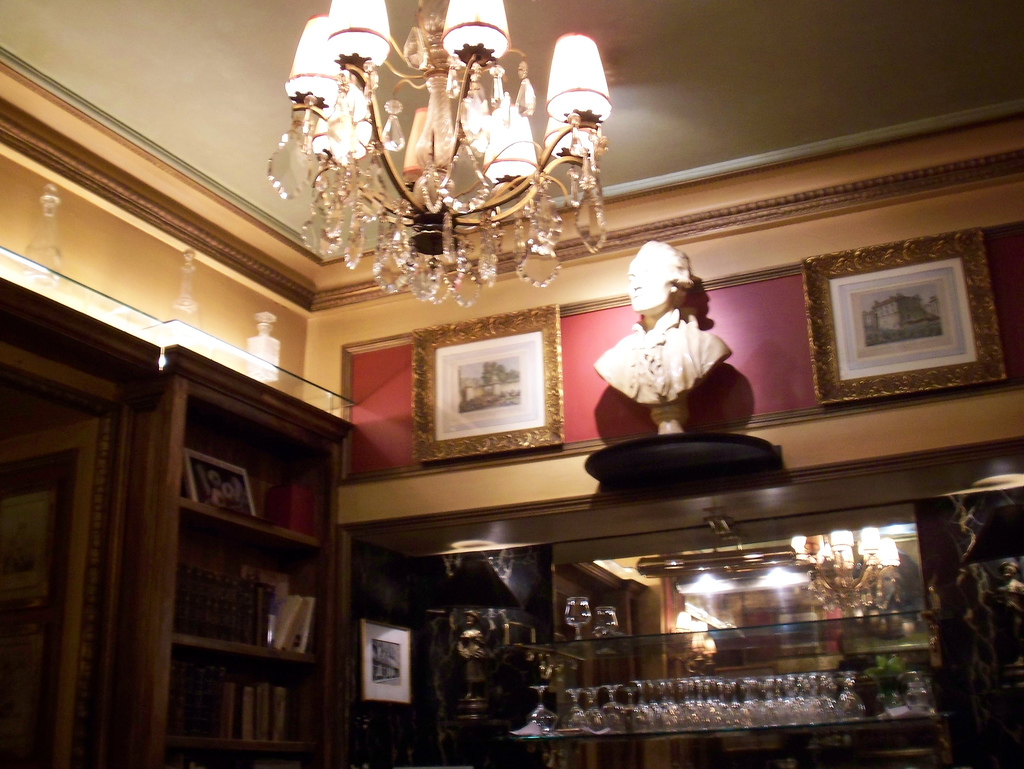
Buste de Voltaire.
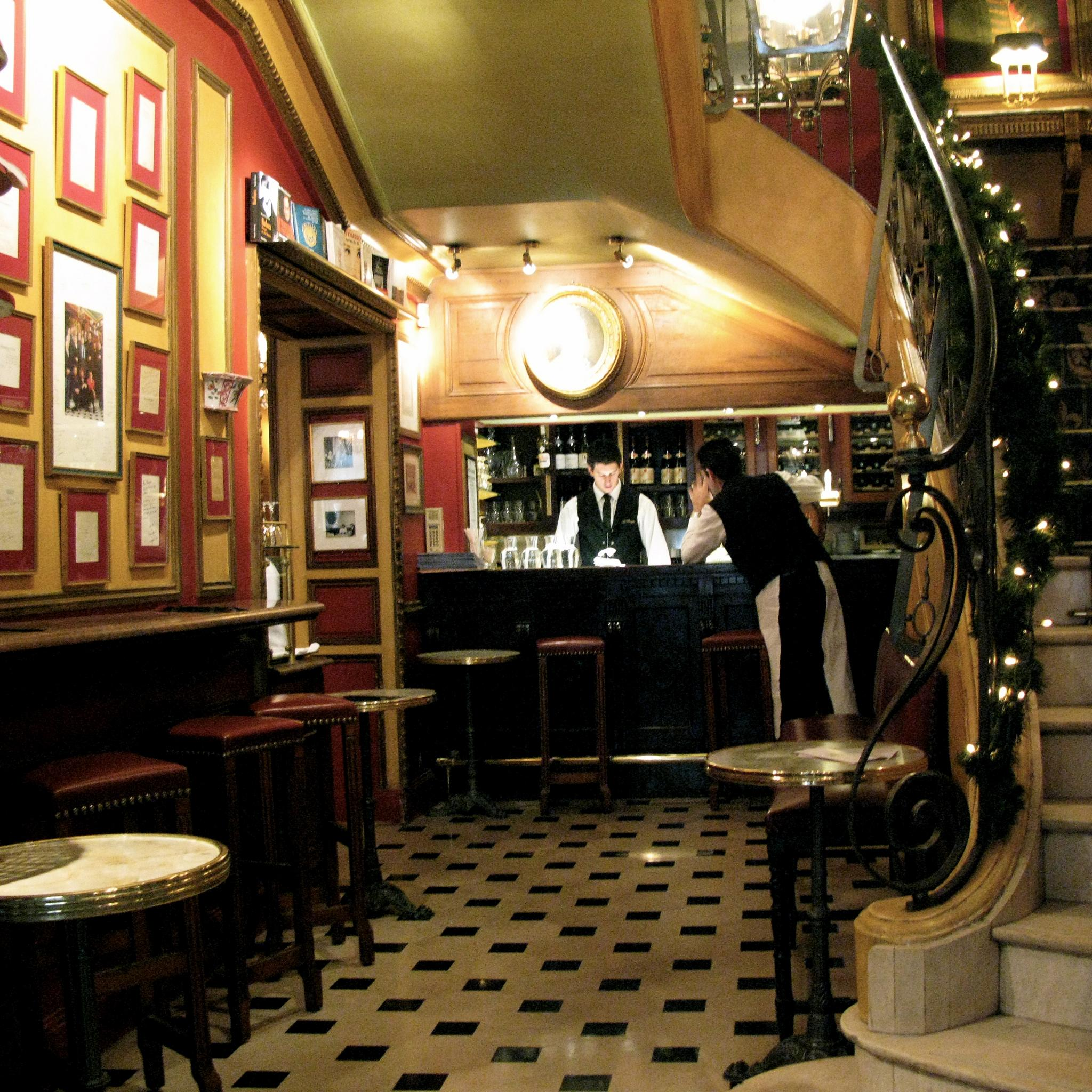
Bar.
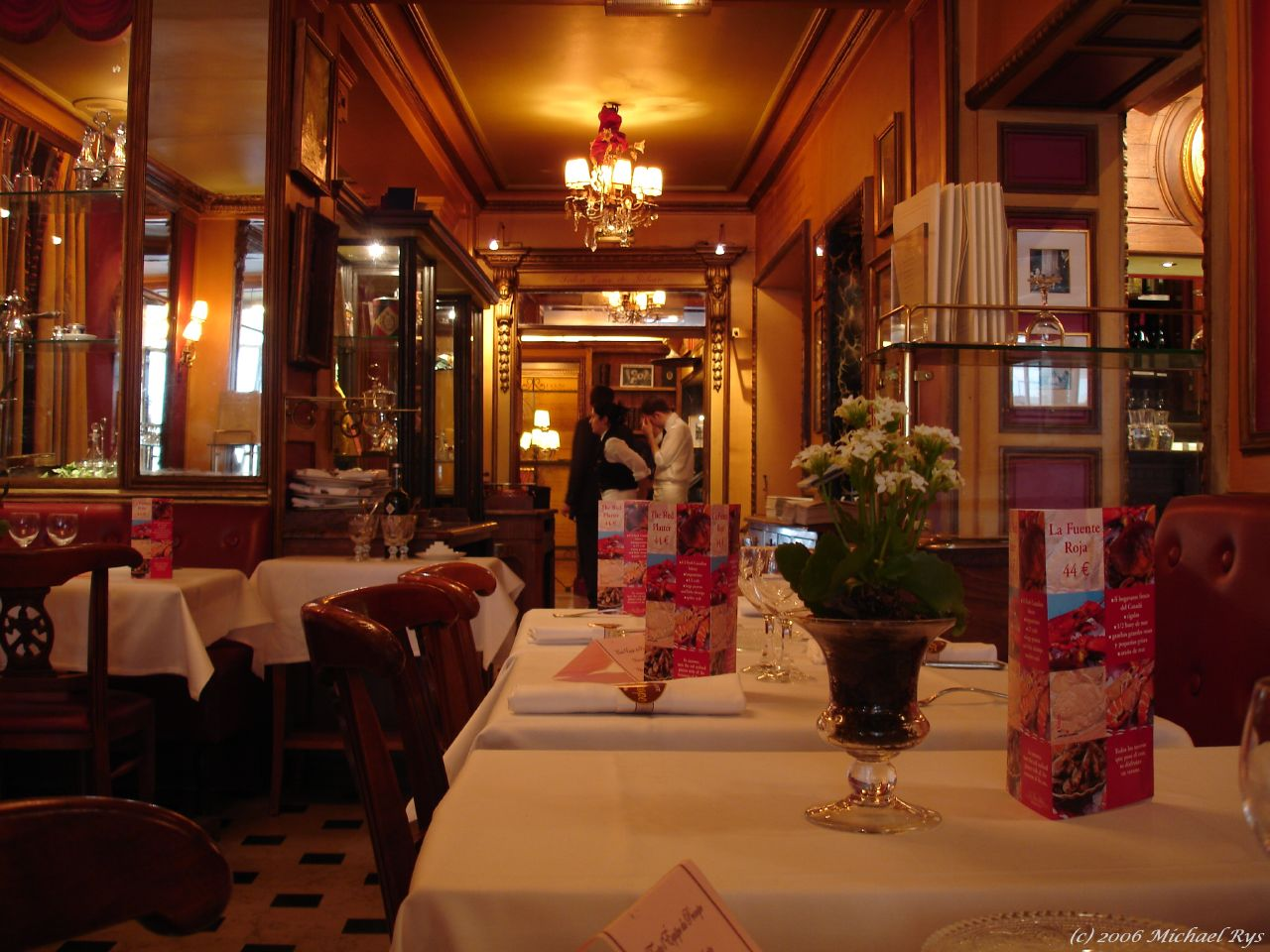
Salle du restaurant.
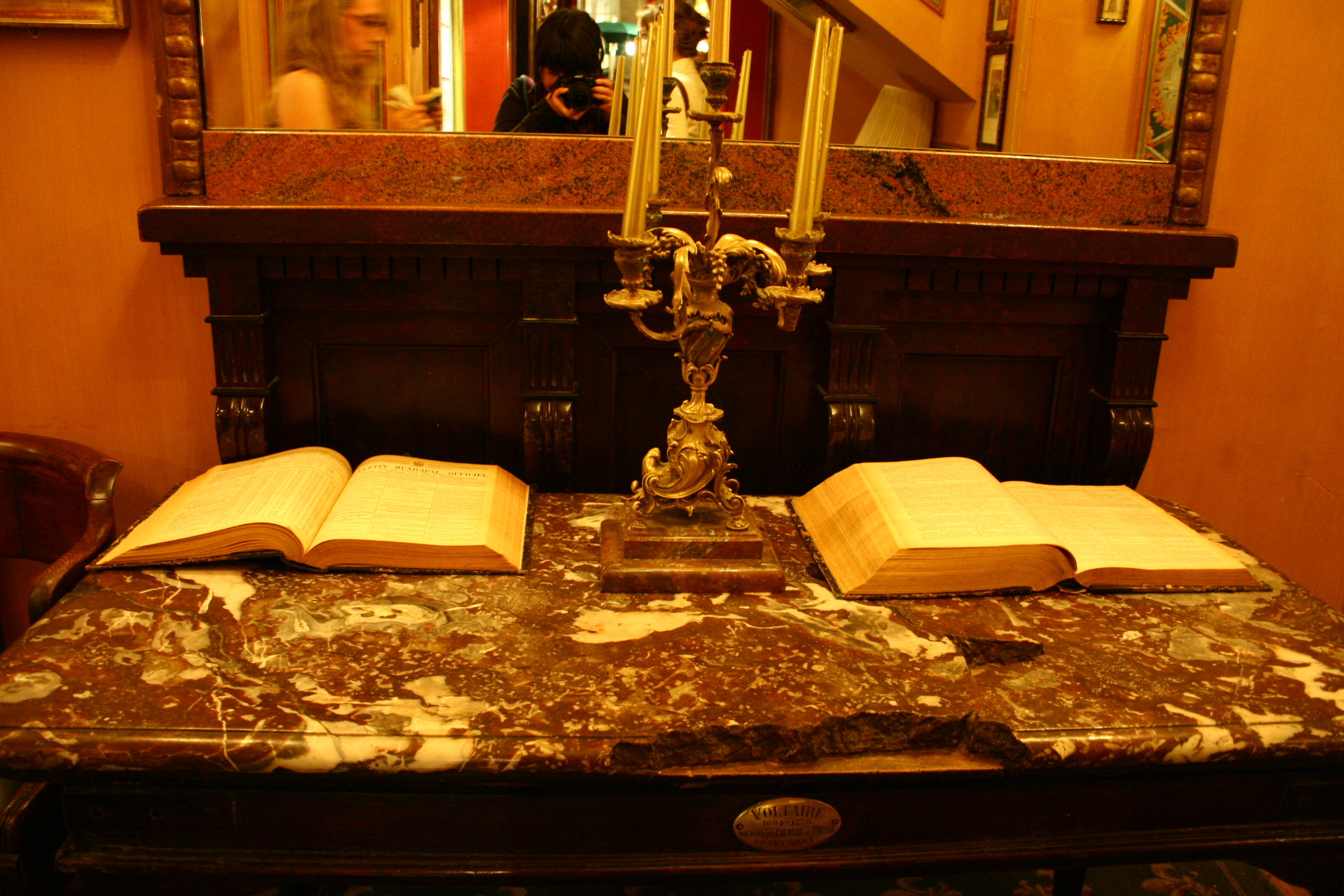
Table de Voltaire.

## Accès
Le Procope est accessible par les lignes 4 et 10 à la station Odéon.

## Annexe